# Idea lasiaka
Idea lasiaka är en fjärilsart som beskrevs av Van Eecke 1913. Idea lasiaka ingår i släktet Idea och familjen praktfjärilar. Inga underarter finns listade i Catalogue of Life.